# Stiepan Radczenko
Stiepan Iwanowicz Radczenko (ros. Степан Иванович Радченко, ur. 7 lutego 1869 w Konotopie, zm. 24 sierpnia 1911 w Petersburgu) – działacz rosyjskiego ruchu rewolucyjnego.

## Życiorys
Od 1887 studiował w Petersburskim Instytucie Technologicznym, w 1890 związał się z ruchem socjaldemokratycznym, za co został aresztowany. W latach 1895–1896 był członkiem centrum kierowniczego petersburskiego Związku Walki o Wyzwolenie Klasy Robotniczej, w 1896 został aresztowany i zwolniony, w 1898 wstąpił do SDPRR. Od 15 marca 1898 do 1902 był członkiem KC SDPRR, w 1902 został aresztowany i skazany na zesłanie do guberni wołogodzkiej, w październiku 1905 amnestionowany, w 1906 odszedł od działalności politycznej.